# Westwood Hills
Pour les articles homonymes, voir Westwood.
Westwood Hills est une municipalité américaine située dans le comté de Johnson au Kansas. Lors du recensement de 2010, sa population est de 359 habitants.

## Géographie
Westwood Hills fait partie de l'agglomération de Kansas City.
La municipalité s'étend sur 0,07 mille carré (0,18 km2). Elle forme un carré grossier, limité à l'ouest par la Highway 169, au nord par les propriétés donnant sur West 48th Terrace, à l'est par la frontière entre le Kansas et le Missouri (State Line Road) et au sud par West 50th Terrace.

## Histoire
La localité est fondée en 1923 par la J. C. Nichols Company. Elle devient une municipalité le 1er juillet 1949.
Toute la ville est inscrite au Kansas Register of Historical Places et au Registre national des lieux historiques, un cas unique pour l'État. Elle est considérée comme un excellent exemple de banlieue résidentielle développée par J. C. Nichols, qui fonda plusieurs quartiers résidentiels dans le Kansas et le Missouri.

## Démographie
Lors du recensement de 2010, Westwood Hills comte 359 habitants.
Selon l'American Community Survey de 2018, sa population est blanche à 90 %, métisse à 5 % et asiatique à 4 %. Si environ 90 % de la population parle l'anglais à la maison, 3 % parlent espagnol et 4 % parlent une langue asiatique. Westwood Hills est une ville plutôt aisée : son revenu médian par foyer est de 132 500 dollars, soit plus du double de la moyenne nationale, et son taux de pauvreté est de 2 % (contre 13 % aux États-Unis). Par ailleurs, 82 % de sa population adulte est diplômé d'au moins un baccalauréat universitaire, ce chiffre est inférieur à 33 % à l'échelle du pays,.